# St. Veit (Ebersbach an der Fils)

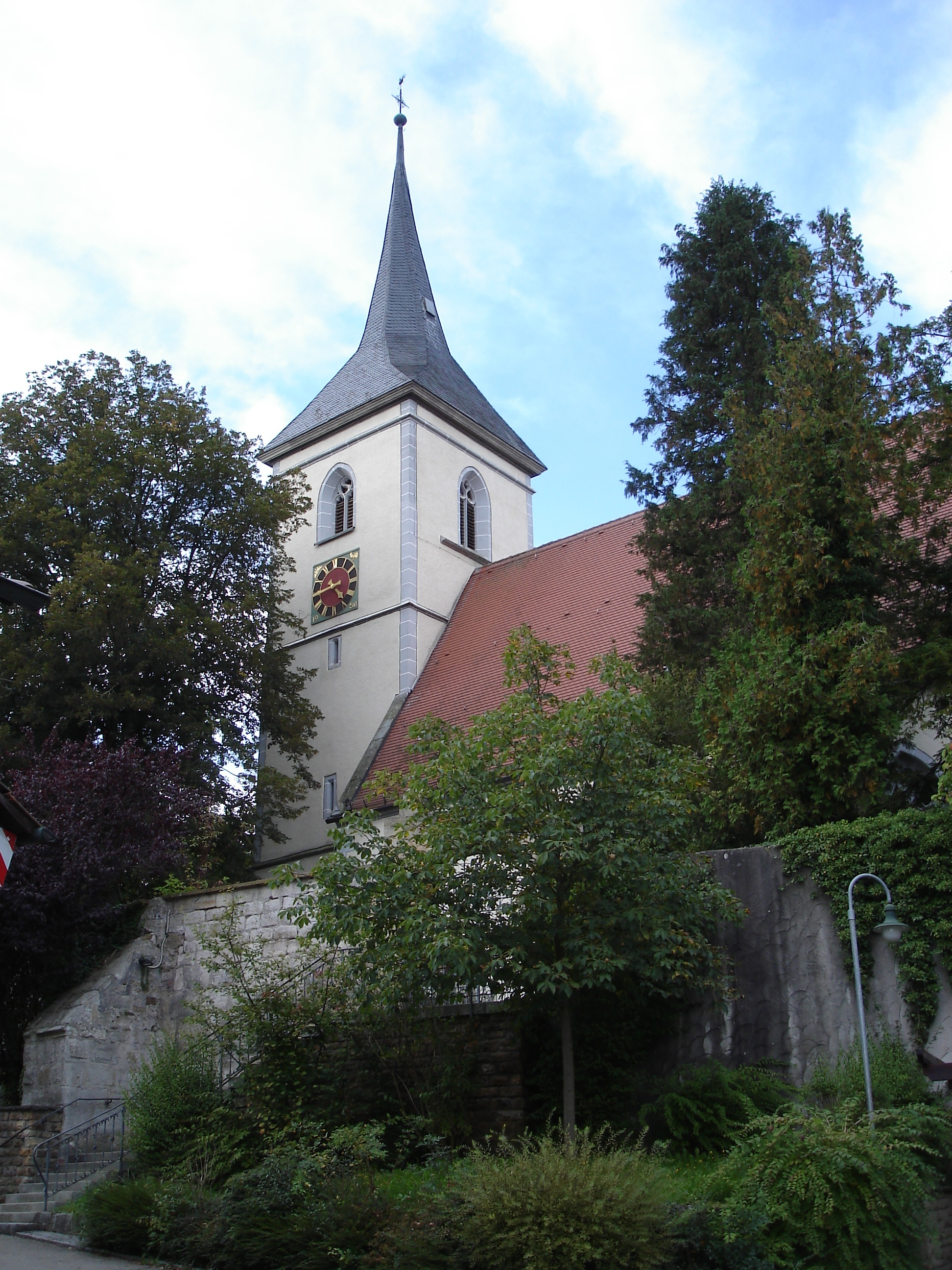
St. Veit in Ebersbach an der Fils

Die ehemalige Wehrkirche und heutige evangelische Pfarrkirche St. Veit ist ein geschütztes Kulturdenkmal unter der Nr. 082.001 nach dem Denkmalschutzgesetz. Sie steht in Ebersbach an der Fils, einer Stadt im Landkreis Göppingen in Baden-Württemberg. Die Kirchengemeinde gehört zum Kirchenbezirk Göppingen der Evangelischen Landeskirche in Württemberg.

## Beschreibung
Die Saalkirche wurde 1499 unter Beteiligung von Steinmetzen der Bauhütte des Ulmer Münsters errichtet. Sie besteht aus einem Langhaus, einem eingezogenen, dreiseitig geschlossenen, von Strebepfeilern gestützten Chor im Osten, der noch vom Vorgängerbau von 1480 stammt, und einem Kirchturm auf quadratischem Grundriss im Westen, der 1625 durch einen Blitzschlag zerstört und danach von Heinrich Schickhardt wieder aufgebaut und mit einem achtseitigen Knickhelm bedeckt wurde. Sein oberstes Geschoss beherbergt die Turmuhr und den Glockenstuhl.
Der Innenraum des Chors ist mit einem Netzgewölbe überspannt, dessen Schlusssteine mit Wappen verziert sind. Bei der Renovierung 1956 schuf Rudolf Yelin der Jüngere Glasmalereien im Chor. Die Orgel wurde 1957 von Orgelbau Friedrich Weigle errichtet.